# Північний газопровід (Єгипет)
Північний газопровід – трубопровід, який забезпечує видачу природного газу, видобутого у кількох нафтогазоносних басейнах на північному заході Єгипту.
В 1980-х – 1990-х роках під час розвідувальних кампаній у Західній пустелі в басейнах Шушан і Матрух виявили ряд газових родовищ, сукупні запаси яких дозволили реалізувати масштабний інфраструктурний проект, в межах якого спорудили кілька комплексів підготовки газу та трубопроводів. Основним трубопроводом при цьому став Північний, який складається із наступних ділянок:
- довжиною 42 км, діаметром 650 мм та пропускною здатністю 13,6 млн м3 на добу від комплексу підготовки родовища Обайєд до місця сполучення із трубопроводом від установки Салам;
- довжиною 35 км, діаметром 550 мм та пропускною здатністю 7,1 млн м3 на добу від установки підготовки газу Салам до місця сполучення із трубопроводом від родовища Обайєд (при цьому до Салам вивели газопровід довжиною 60 км та діаметром 300 мм від установки підготовки Умбарка-Південь);
- довжиною 49 км та діаметром 800 мм від місця сполучення ліній Обайєд/Салам до пункту прийому газу із установки підготовки Тарек (сполучена з основним газопроводом перемичкою  довжиною 17 км та діаметром 150 мм);
- довжиною 231 км та діаметром 850 мм від пункту прийому продукції з установки Тарек до Газопереробного заводу Західної пустелі. Пропускна здатність цього останнього відтинку досягає 26,8 млн м3 газу на добу.
Газопровід належить нафтогазовому гіганту Shell (інвестор блоку, де виявили Обайєд) та американській компанії Apache (інвестор цілого ряду концесій, де працюють установки Салам, Тарек та Умбарака-Південь). Оператором трубопроводу виступає Shell.